# 목첨
목첨(睦詹, 1515년 ~ 1593년 5월 21일)은 조선 중기의 문신이다. 명종(明宗) 때 문과(文科)에 급제하여 공조 참의(工曹參議), 충청도관찰사(忠淸道觀察 使)를 지내고, 권신(權臣) 윤원형(尹元衡)의 사청을 거절하였다고 하여 해임당했으나 복직하여 대사간, 이조참판, 부호군, 다시 이조참판, 한성부의 좌윤 등을 거쳐 1591년 기로소(耆老所)에 들어갔다. 임진왜란 때는 의병을 조직하였으나 선조의 명으로 선릉과 정릉을 돌보러 갔다가 급서하였다.
사후 1607년 원종공신에 책록되고 자헌대부 이조판서에 추증되었으며 1613년 아들 목대흠의 공로로 순충보조공신 숭정대부 의정부좌찬성에 추증되고 사천군에 봉해졌다가 목장흠이 다시 익사원종공신 1등의 서훈을 받자 다시 순충보조공신 대광보국숭록대부 의정부영의정 겸 영경연홍문관예문관춘추관관상감사 세자사에 추증되고 사천부원군에 추봉되었다.
1546년과 1556년 두 번 과거에 급제하였다. 본관은 사천(泗川)이고 자는 사가(思可)이며 호는 두일당(逗日堂), 시우당(時雨堂)이다. 기묘명현 동천 김식의 내종질이며 그의 문인이기도 한 증 이조참판 목세칭의 아들이다. 잠곡 김육과는 인척간이다.

## 생애
아버지는 사림파 학자인 이조참판 목세칭(睦世秤)이고 어머니는 조씨로 의금부경력(義禁府經歷)을 지낸 조격(趙激)의 딸이다. 아버지 목세칭은 사림파 학자로 기묘사화 이후 학문연구에 정진하였다. 1546년(명종 1) 증광문과(增廣文科)에 을과로 급제하고, 지평(持平)·시독관(侍讀官)·보덕(輔德)·교리·부응교 등을 역임하면서 관리들의 문란해진 기강을 확립할 것을 역설하였고, 흉년에는 금주령을 내려 곡식을 절약할 것을 주장하였다.
1556년(명종 11년) 중시(重試) 문과에 병과로 급제하여 당상관으로 승진했다. 1558년 사간, 1565년 공조참의를 거쳐, 청홍도관찰사(淸洪道觀察使)를 역임하였는데, 이때 권신 윤원형(尹元衡)의 사사로운 청탁을 거절하였다가 미움을 받고 파직되었다.
1565년 문정왕후가 죽고 윤원형이 몰락하자 관직에 복직했다. 1567년 선조 즉위후 사간원대사간에 발탁되었고, 이조참판, 부호군 등을 지내고 명나라에 파견되는 천추사(千秋使)로 다녀왔다. 그 뒤 이조참판, 도승지, 한성부의 좌윤과 우윤을 거쳐, 1591년 기로소(耆老所)에 들어갔다. 본래 종2품이었으나 선조의 특명으로 기로소에 들게 되었다. 이후 그의 아들 목서흠, 손자 목내선도 기로소에 들어가 3대가 기로소 당상이 되었다.
1592년(선조 25년) 4월 임진왜란이 일어나자 강화도에서 의병을 모집하여 거병하였으나 선릉(宣陵)·정릉(靖陵)을 보살피라는 선조의 명을 받고의병의 지휘를 우성전(禹性傳)에게 맡기고 길을 떠났다가 그해 5월 21일 도착하기 전에 병사하였다. 그해 10월에 남양주에 안장되었다. 사후 이조판서에 추증되었다.
그는 슬하에 아들 4형제를 두 었는데 그 중 목서흠, 목장흠(睦長欽), 목대흠(睦大欽) 3형제가 모두 과거에 급제하여 벼슬이 크게 현달했으며, 효행(孝行)으로 유명했던 목수흠(睦守欽)은 청백리로도 이름 높았다.
1607년 원종공신에 책록되고 자헌대부 이조판서에 추증되었으며 1613년 아들 목대흠 익사공신의 공훈을 세워 순충보조공신 증 숭정대부 의정부좌찬성에 추증되고 사천군에 봉해졌다. 그 뒤 셋째아들 목장흠이 다시 익사원종공신 1등의 서훈을 받자 다시 1계급 특진하여 대광보국숭록대부가 더해지고 순충보조공신 의정부영의정 겸 영경연홍문관예문관춘추관관상감사 세자사에 추증되고 사천부원군에 추봉되었다.
그러나 인조 반정 이후에도 아들 목서흠이 공을 세웠으므로 관작은 추탈당하지 않았다. 남양주군 금촌리(현 남양주시 평내동)에 안장되었다.

## 가족 관계
- 조부 : 목희안(睦希顔)
- 조모 : 권안(權晏)의 딸
  - 아버지 : 목세칭(睦世秤)
  - 어머니 : 조격(趙激)의 딸
    - 부인 : 이씨, 이보(李寶)의 딸, 이문형의 누이
      - 장남 : 목수흠(睦守欽)
        - 손자 : 목취선(睦取善)
        - 손자 : 목낙선(睦樂善)
        - 손녀 : 생원 이광(李茪)의 처

    - 부인 : 정씨, 증 판서 정건(鄭謇)의 딸
      - 차남 : 목서흠(睦叙欽)
        - 손자 : 목내선(睦來善)
        - 손자 : 목처선(睦處善)
        - 손자 : 목기선(睦嗜善)
        - 손자 : 목겸선(睦兼善)
        - 손자 : 목돈선(睦敦善)
        - 손녀 : 황도성(黃道亨)에게 출가

      - 삼남 : 목장흠(睦長欽), 출계
        - 손자 : 목성선(睦性善)
        - 손자 : 목행선(睦行善), 출계
        - 손녀 : 이적(李?)에게 출가
        - 손녀 : 조형(趙珩)에게 출가

      - 사남 : 목대흠(睦大欽)
        - 손자 : 목행선(睦行善), 형 목장흠의 아들

      - 장녀 : 목씨, 종사랑 김굉서(金宏緖)의 처
      - 차녀 : 목씨, 교관 정기남(鄭基男)의 처
      - 삼녀 : 목씨, 현감 윤전(尹㙉)의 처
      - 사녀 : 목씨, 참의 김치의 처
      - 오녀 : 목씨

## 같이 보기
- 목세칭
- 목서흠
- 목대흠